# Micromus ombrias
Micromus ombrias is een insect uit de familie van de bruine gaasvliegen (Hemerobiidae), die tot de orde netvleugeligen (Neuroptera) behoort. 
Micromus ombrias is voor het eerst wetenschappelijk beschreven door Perkins in 1910.